# Sockertoppen, Björneborg
För andra betydelser, se Sockertoppen (olika betydelser).
Sockertoppen (finska: Sokertoppakari) är en ö i Finland.   Den ligger i kommunen Björneborg i den ekonomiska regionen  Björneborgs ekonomiska region  och landskapet Satakunta, i den sydvästra delen av landet, 230 km nordväst om huvudstaden Helsingfors.